# Bailleulmont
Bailleulmont ist eine französische Gemeinde mit 216 Einwohnern (Stand 1. Januar 2022) im Département Pas-de-Calais in der Region Hauts-de-France. Sie gehört zum Arrondissement Arras und zum Kanton Avesnes-le-Comte.

## Lage
Die Gemeinde Baileulmont liegt am Südostrand des Artois, ca. 15 Kilometer südwestlich von Arras. Im Gemeindegebiet entspringt das Flüsschen Crinchon. Nachbargemeinden von Bailleulmont sind Bailleulval im Norden und Osten, Berles-au-Bois im Südosten und Süden, Pommier, Humbercamps und La Cauchie im Südwesten, La Herlière im Westen, sowie Bavincourt und Gouy-en-Artois im Nordwesten. Unmittelbar nordwestlich von Bailleulmont verläuft die RN 25.

## Bevölkerungsentwicklung
| Jahr                       | 1962 | 1968 | 1975 | 1982 | 1990 | 1999 | 2006 | 2015 | 2022 |
| Einwohner                  | 221  | 214  | 214  | 249  | 282  | 253  | 243  | 247  | 216  |
| Quellen: Cassini und INSEE |      |      |      |      |      |      |      |      |      |

## Sehenswürdigkeiten
- Kirche St. Martin
- Kapelle Bonne Mort
- Ruinen der mittelalterlichen Burg mit Donjon[1]

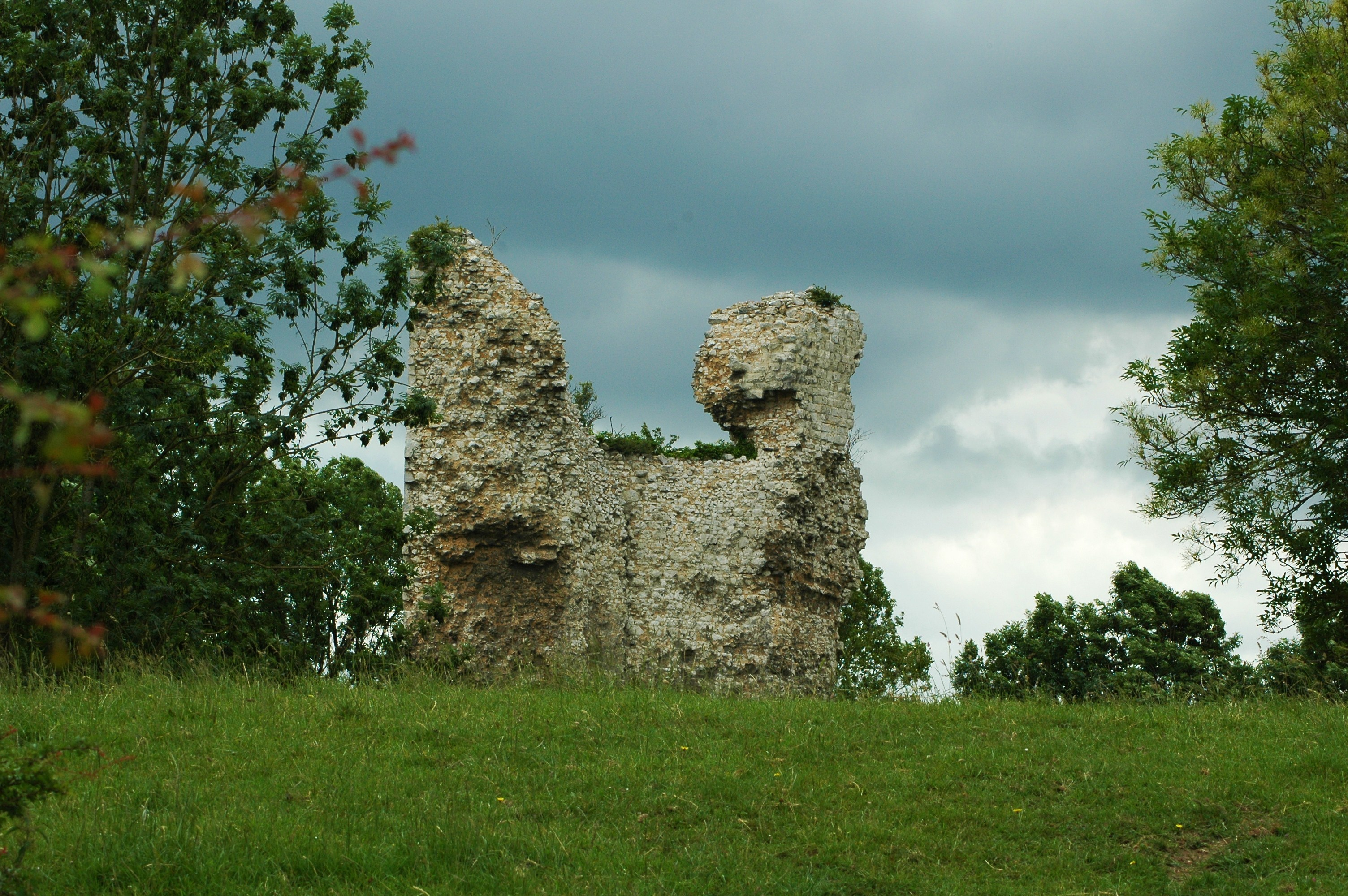
Burgruine
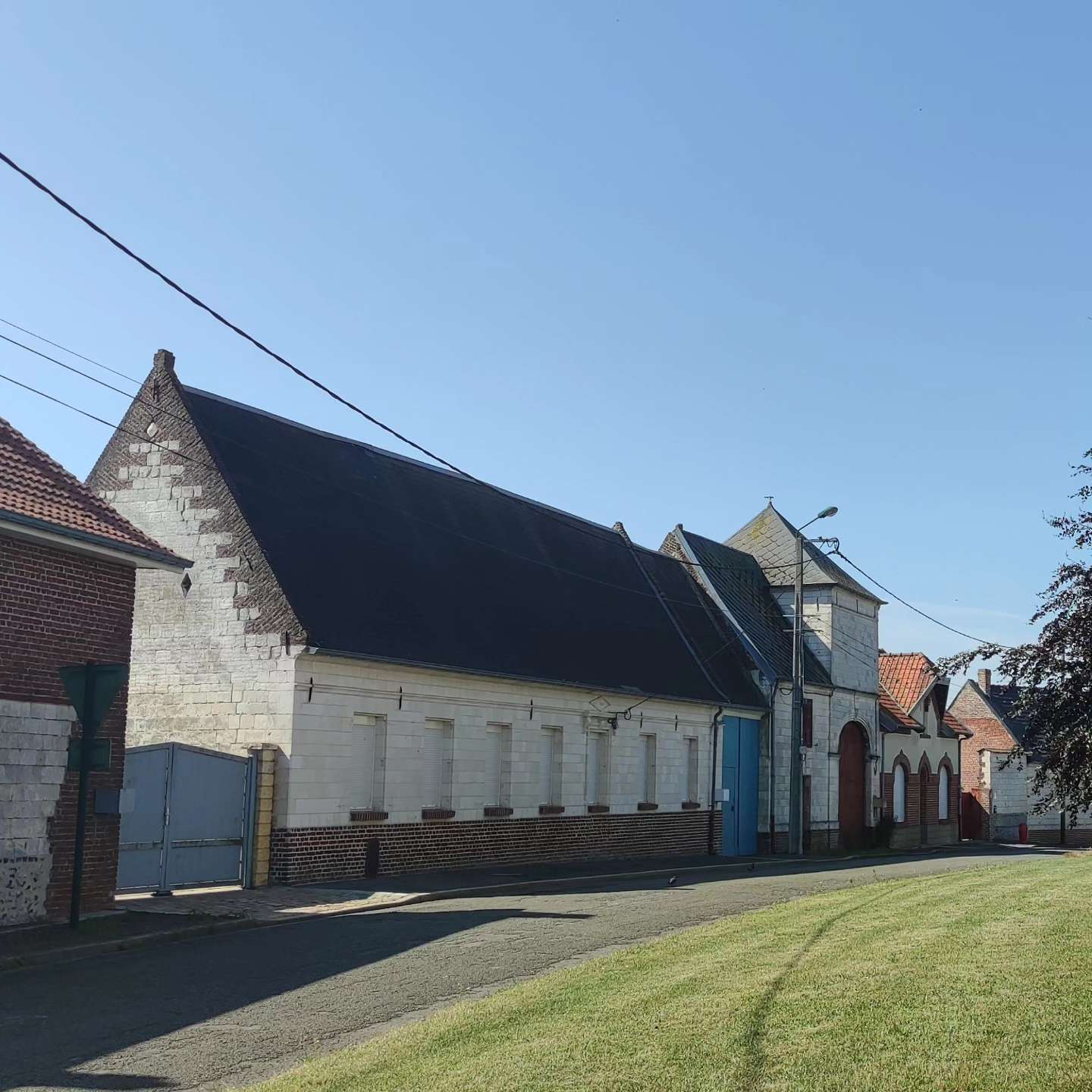
Haus mit Fischgrätengiebel

## Belege
1. ↑  Donjon auf pop.culture.gouv